# المحطه

تعديل مصدري - تعديل

المحطة هي إحدى حارات حي ظلمة بمدينة ظلمة أحد مدن محافظة إب، بلغ تعداد سكانها 177 نسمة حسب تعداد اليمن لعام 2004.